# Trynidad
Trynidad – wyspa w Małych Antylach, na Oceanie Atlantyckim, u północno-wschodnich wybrzeży Ameryki Południowej; największa i najbardziej zaludniona z 23 wysp państwa Trynidad i Tobago; 4,8 tys. km², 1 mln mieszkańców (1980).
Na Trynidadzie leży stolica państwa – Port-of-Spain. Niektóre inne miasta wyspy: Arima, Couva, San Fernando i Chaguanas.
Jako pierwszy z Europejczyków zobaczył ją Krzysztof Kolumb 31 lipca 1498.